# Église baptiste de l'avenue Dexter
L’église baptiste de l’avenue Dexter (anglais : Dexter Avenue King Memorial Baptist Church) est une église baptiste de  Montgomery dans l'État de l'Alabama aux États-Unis, affiliée à la Convention baptiste nationale progressiste.    

## Histoire

Intérieur du bâtiment de l’Église en 2009

L'église est fondée en 1877 sous le nom de Second Colored Baptist Church .  En 1885, elle prend le nom d’Église baptiste de l’avenue Dexter (anglais : Dexter Avenue Baptist Church).  En 1954, Martin Luther King devient pasteur principal jusqu’en 1959,.